# Ingrid Berghmansová
Ingrid Berghmans (provd. Vallot), (* 24. srpen 1961 Koersel, Belgie) je bývalá reprezentantka Belgie v judu.

## Sportovní kariéra
Je všeobecně považovaná za největší osobnost ženského předolympijského juda. V roce 1988 na olympijských hrách v Soulu vyhrála první místo v ukázkové disciplíně ženského juda. Do roku 1992, kdy bylo ženské judo poprvé oficiální disciplínou olympijských her však nevydržela. Důvodem byla mimo velké popularity (život celebrity) i její zdatná následovnice Ulla Werbrouck.

## Výsledky

### Váhové kategorie
| Turnaj             | 1977           | 1978           | 1979           | 1980           | 1981           | 1982           | 1983           | 1984           | 1985           | 1986           | 1987           | 1988           | 1989           |
| Turnaj             | 16             | 17             | 18             | 19             | 20             | 21             | 22             | 23             | 24             | 25             | 26             | 27             | 28             |
| Turnaj             | polotěžká váha | polotěžká váha | polotěžká váha | polotěžká váha | polotěžká váha | polotěžká váha | polotěžká váha | polotěžká váha | polotěžká váha | polotěžká váha | polotěžká váha | polotěžká váha | polotěžká váha |
| ------------------ | -------------- | -------------- | -------------- | -------------- | -------------- | -------------- | -------------- | -------------- | -------------- | -------------- | -------------- | -------------- | -------------- |
| Mistrovství světa  |                |                |                | 3.             |                | 2.             |                | 1.             |                | 2.             | 2.             |                | 1.             |
| Mistrovství Evropy | úč.            | ?              | úč.            | 2.             | 3.             | —              | 1.             | —              | 1.             | 3.             | 2.             | 1.             | 1.             |

### Bez rozdílu vah
| Turnaj             | 1977 | 1978 | 1979 | 1980 | 1981 | 1982 | 1983 | 1984 | 1985 | 1986 | 1987 | 1988 | 1989 |
| Turnaj             | 16   | 17   | 18   | 19   | 20   | 21   | 22   | 23   | 24   | 25   | 26   | 27   | 28   |
| ------------------ | ---- | ---- | ---- | ---- | ---- | ---- | ---- | ---- | ---- | ---- | ---- | ---- | ---- |
| Mistrovství světa  |      |      |      | 1.   |      | 1.   |      | 1.   |      | 1.   | 2.   |      | 5.   |
| Mistrovství Evropy | —    | —    | —    | 2.   | 2.   | —    | 1.   | —    | —    | 5.   | 1.   | 1.   | 3.   |